# إصلاح ضريبي
الإصلاح الضريبي هو عملية تغيير الطريقة التي يتم بها جمع أو إدارة الضرائب من قبل الحكومة. المصلحين الضريبين لديهم أهداف مختلفة. يسعى البعض إلى خفض مستوى الضرائب المفروضة على جميع الناس من قبل الحكومة. يسعى البعض لجعل النظام الضريبي أكثر تصاعديه أو أقل تصاعدية. وهناك آخرون يسعون إلى تبسيط النظام الضريبي وجعل النظام أكثر قابلية للفهم أو أكثر عرضة للمساءلة.